# Žiželice, Kolín
Žiželice là một làng thuộc huyện Kolín, vùng Středočeský, Cộng hòa Séc.